# Zehntscheune (Merkendorf)
Die Zehntscheune, ein ehemaliger herrschaftlicher Getreidespeicher, befindet sich am Marktplatz 4 in der Stadt Merkendorf im Fränkischen Seenland in Mittelfranken.

## Bau
Der dreigeschossige Massivbau aus dem Jahr 1726 wurde wahrscheinlich auf den Grundmauern der Egidienkapelle errichtet, die im 16. Jahrhundert wegen Baufälligkeit abgebrochen wurde. Der Vorgängerbau war Ende des 16. Jahrhunderts errichtet worden, brannte jedoch am Ende des Dreißigjährigen Krieges, verursacht durch sich zurückziehende Schwedentruppen, ab. Das heutige Gebäude stammt aus dem Jahr 1726.

## Geschichte
Früher wurde dort der Zehnt, den die Bauern in der Markgrafschaft Ansbach abgeben mussten, gesammelt und gelagert. Bis 1851 wurde er als Getreidespeicher genutzt. Die Zehntscheune befindet sich in unmittelbarer Nähe des denkmalgeschützten Steingruberhauses. Den weißen Massivbau, der unter Denkmalschutz steht, krönt ein Dachreiter mit Glocke.

## Heutige Nutzung
Von 1851 bis 1991 wurde das Gebäude als Rathaus genutzt. Nachdem die Stadtverwaltung in das neue Rathaus umgezogen war, stand die Zehntscheune zwei Jahre leer.  
1993 wurde das Heimat- und Krautlandmuseum Merkendorf in den beiden Obergeschossen eingerichtet. Es zeigt einen Querschnitt durch die Lebens- und Arbeitswelt einer kleinen Ackerbürgerstadt. Das Museum wird vom 1949 gegründeten örtlichen Heimatverein betrieben.  